# Мордовська Пайовка
Мордо́вська Пайо́вка (рос. Мордовская Паёвка, ерз. Мокшонь Пою) — село у складі Інсарського району Мордовії, Росія. Входить до складу Кочетовського сільського поселення.
Населення — 455 осіб (2010; 542 у 2002).
Національний склад станом на 2002 рік:
- мордва — 92 %